# Faxriddin Shamsuddinov
Faxriddin Shamsuddinovich Shamsuddinov (uzb. cyr. Фахриддин Шамсуддинович Шамсуддинов; ros. Фахредин Шамсудинович Шамсудинов, Fachriedin Szamsudinowicz Szamsudinow; ur. 1907 w obwodzie fergańskim, zm. w listopadzie 1983) – radziecki uzbecki działacz państwowy i partyjny, Bohater Pracy Socjalistycznej (1972).

## Życiorys
W latach 1924–1929 był nauczycielem szkoły podstawowej, w 1935 ukończył Taszkencki Instytut Inżynierów Irygacji i Mechanizacji Gospodarki Rolnej, 1935-1942 pracował jako inżynier, starszy inżynier i kierownik systemu nawadniającego, a 1942-1945 przewodniczący komitetu wykonawczego rady rejonowej. Od 1942 należał do WKP(b), 1945-1947 był I sekretarzem marhamackiego rejonowego komitetu Komunistycznej Partii (bolszewików) Uzbekistanu w obwodzie andiżańskim (obecnie wilajet andiżański), 1947-1951 ministrem gospodarki wodnej Uzbeckiej SRR, a 1951-1953 I zastępcą ministra gospodarki wodnej Uzbeckiej SRR. W latach 1953–1954 był zastępcą kierownika Wydziału Rolnego KC KPU, 1954-1955 sekretarzem Fergańskiego Komitetu Obwodowego KPU, od 1955 do marca 1959 przewodniczącym Komitetu Wykonawczego Fergańskiej Rady Obwodowej, a od marca 1959 do maja 1960 ponownie sekretarzem Fergańskiego Komitetu Obwodowego KPU. Od maja 1960 do lutego 1963 był I sekretarzem Chorezmskiego Komitetu Obwodowego KPU, od lutego 1963 do kwietnia 1965 I sekretarzem Surchandaryjskiego Komitetu Obwodowego KPU, a od kwietnia 1965 do 1978 I sekretarzem Fergańskiego Komitetu Obwodowego KPU, ponadto szefem Zarządu Eksploatacji Wielkiego Kanału Fergańskiego. W latach 1966–1979 był deputowanym do Rady Najwyższej ZSRR od 7 do 9 kadencji.

## Odznaczenia
- Medal „Sierp i Młot” Bohatera Pracy Socjalistycznej (14 grudnia 1972)
- Order Lenina (trzykrotnie - 11 stycznia 1957, 1 marca 1965 i 14 grudnia 1972)
- Order Rewolucji Październikowej (27 sierpnia 1971)
- Order Czerwonego Sztandaru Pracy (pięciokrotnie - 6 lutego 1947, 16 stycznia 1950, 2 września 1954, 10 grudnia 1973 i 25 grudnia 1977)
- Order Wojny Ojczyźnianej II klasy (1 lutego 1945)
- Order „Znak Honoru” (dwukrotnie - 25 grudnia 1944 i 23 stycznia 1946)

I medale.